# Вилладен
Вилладе́н (фр. Villadin) — коммуна во Франции, находится в регионе Шампань — Арденны. Департамент — Об. Входит в состав кантона Марсийи-ле-Эйе. Округ коммуны — Ножан-сюр-Сен.
Код INSEE коммуны — 10410.
Коммуна расположена приблизительно в 115 км к юго-востоку от Парижа, в 90 км юго-западнее Шалон-ан-Шампани, в 30 км к западу от Труа.

## Население
Население коммуны на 2008 год составляло 132 человека.
| 1962 | 1968 | 1975 | 1982 | 1990 | 1999 | 2008 |
| ---- | ---- | ---- | ---- | ---- | ---- | ---- |
| 146  | 152  | 123  | 121  | 102  | 134  | 132  |

## Экономика
В 2007 году среди 70 человек в трудоспособном возрасте (15—64 лет) 42 были экономически активными, 28 — неактивными (показатель активности — 60,0 %, в 1999 году было 61,2 %). Из 42 активных работали 38 человек (23 мужчины и 15 женщин), безработных было 4 (2 мужчины и 2 женщины). Среди 28 неактивных 5 человек были учениками или студентами, 14 — пенсионерами, 9 были неактивными по другим причинам.